# Prowadnice rowerowe

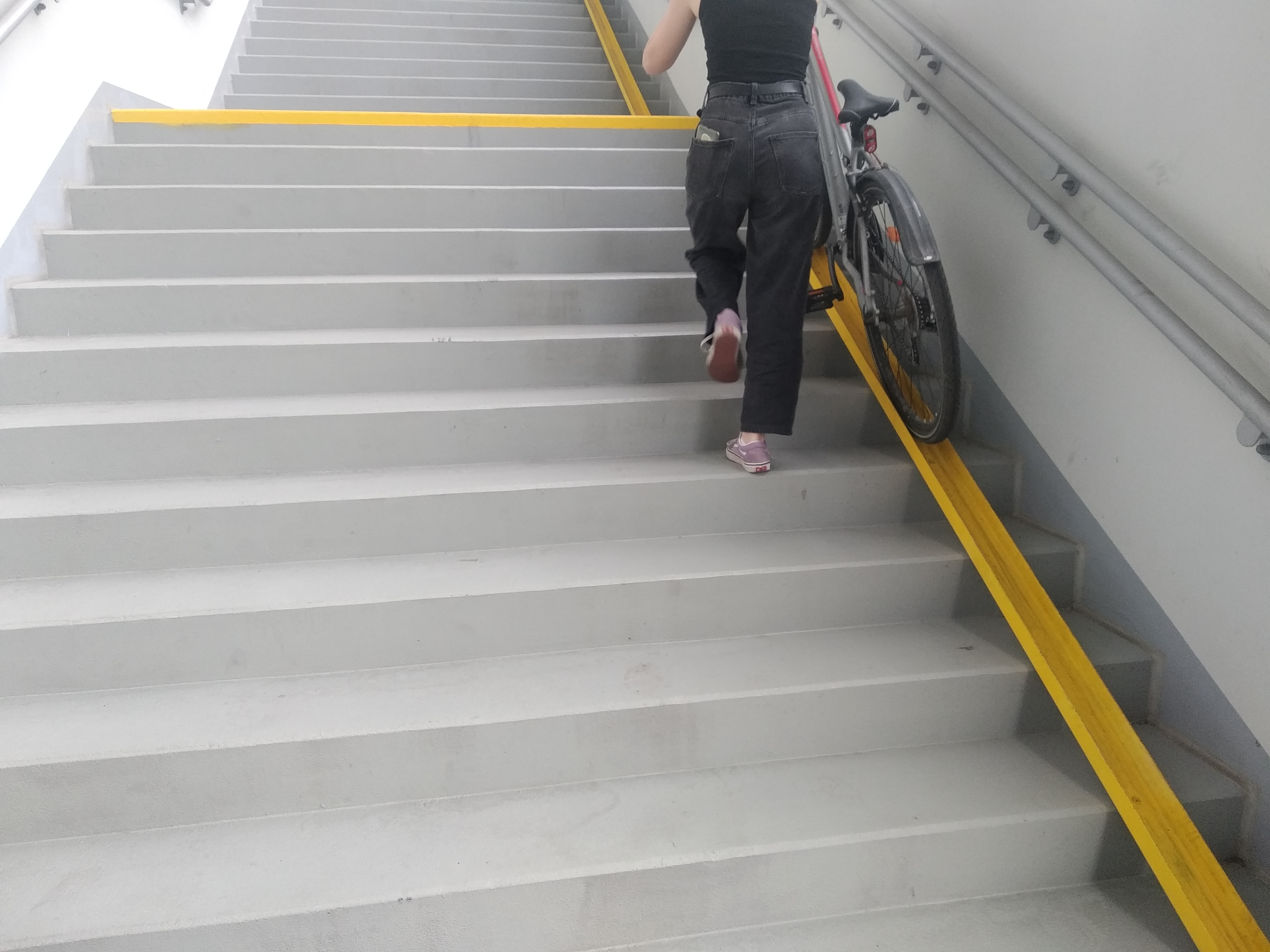
Rampa rowerowa w Polsce.

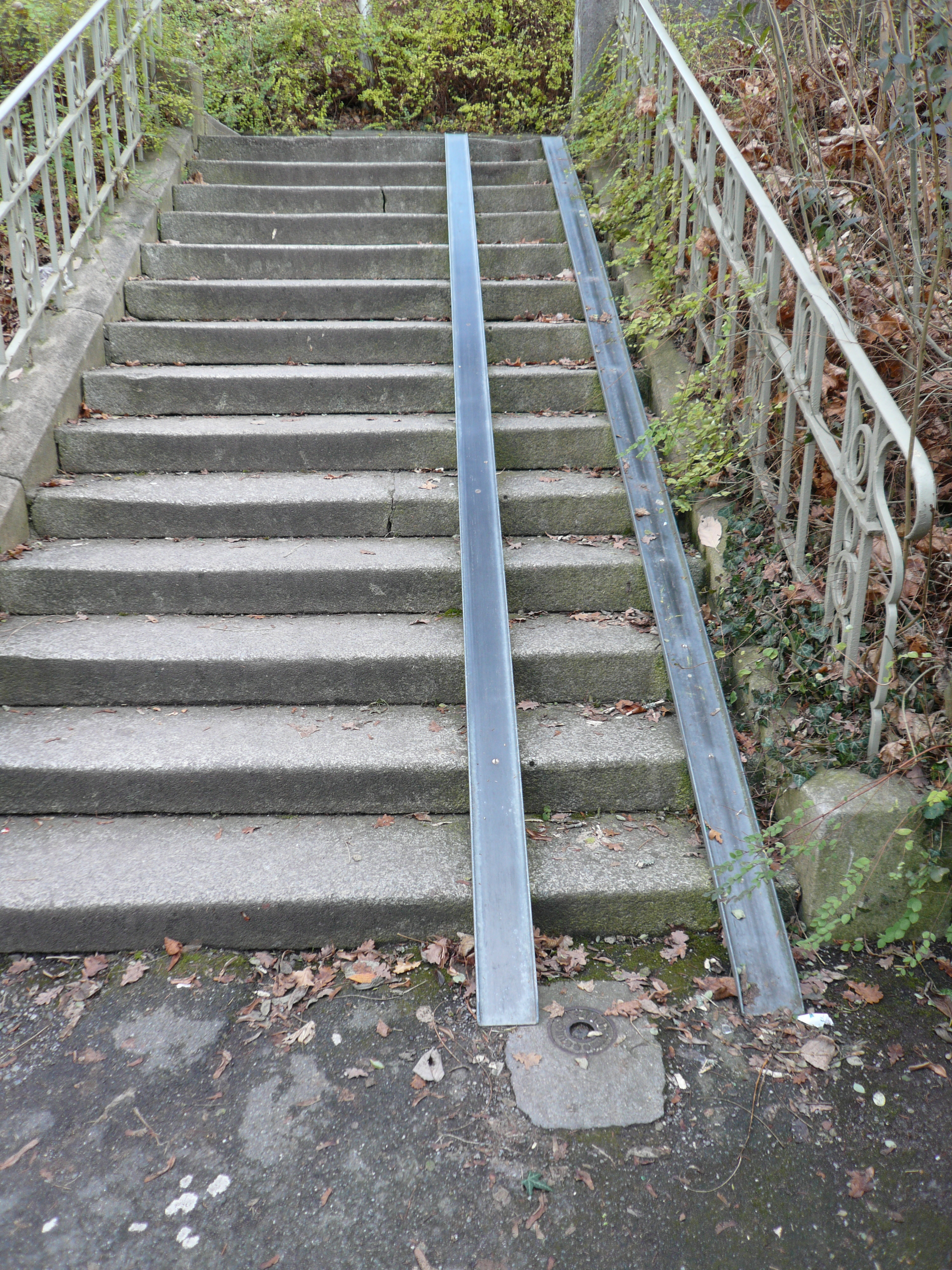
Doposażone podjazdy (przeznaczone również do wózków dziecięcych).

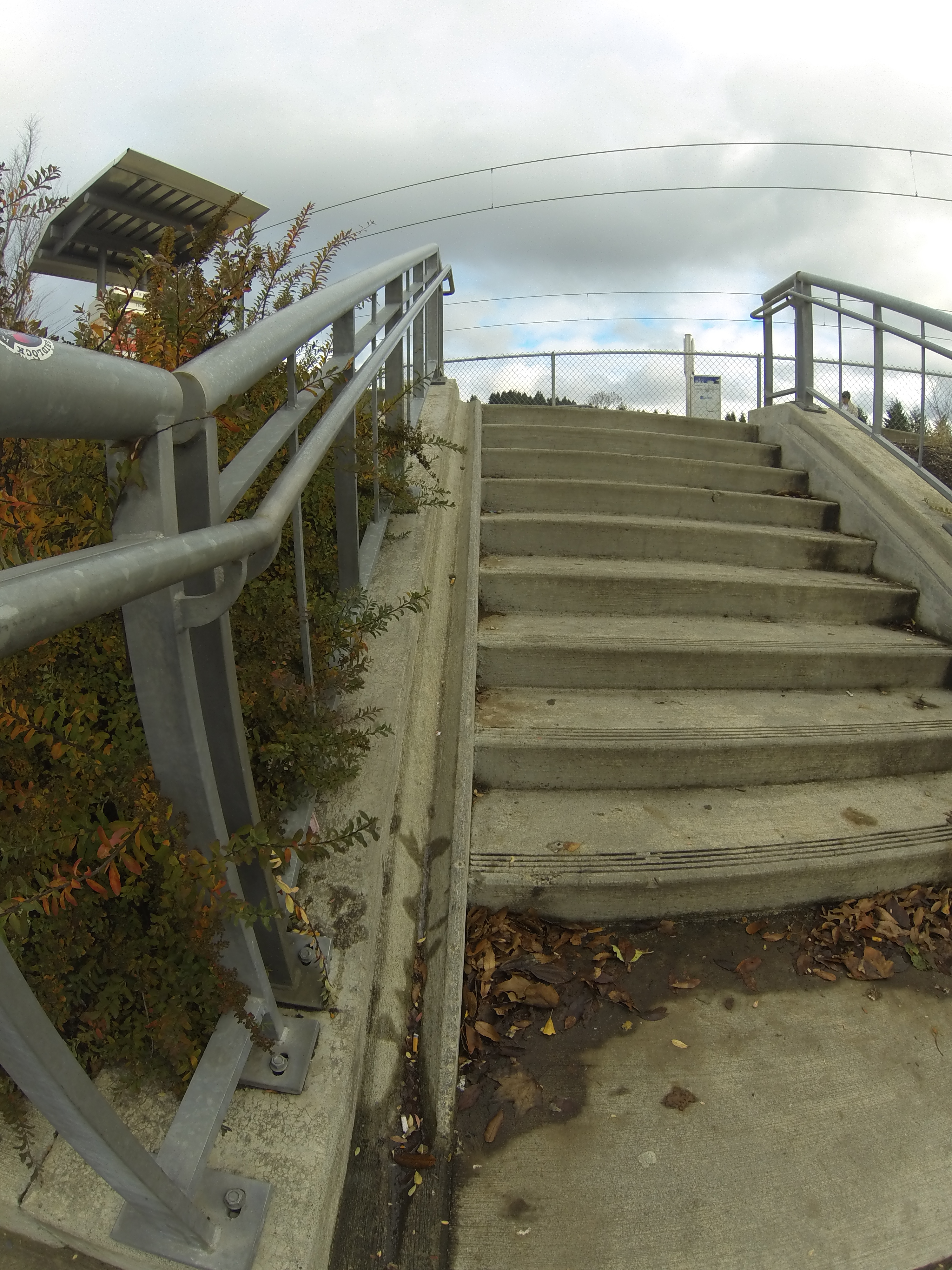
Rynna rowerowa w kształcie litery V obok krótkich schodów

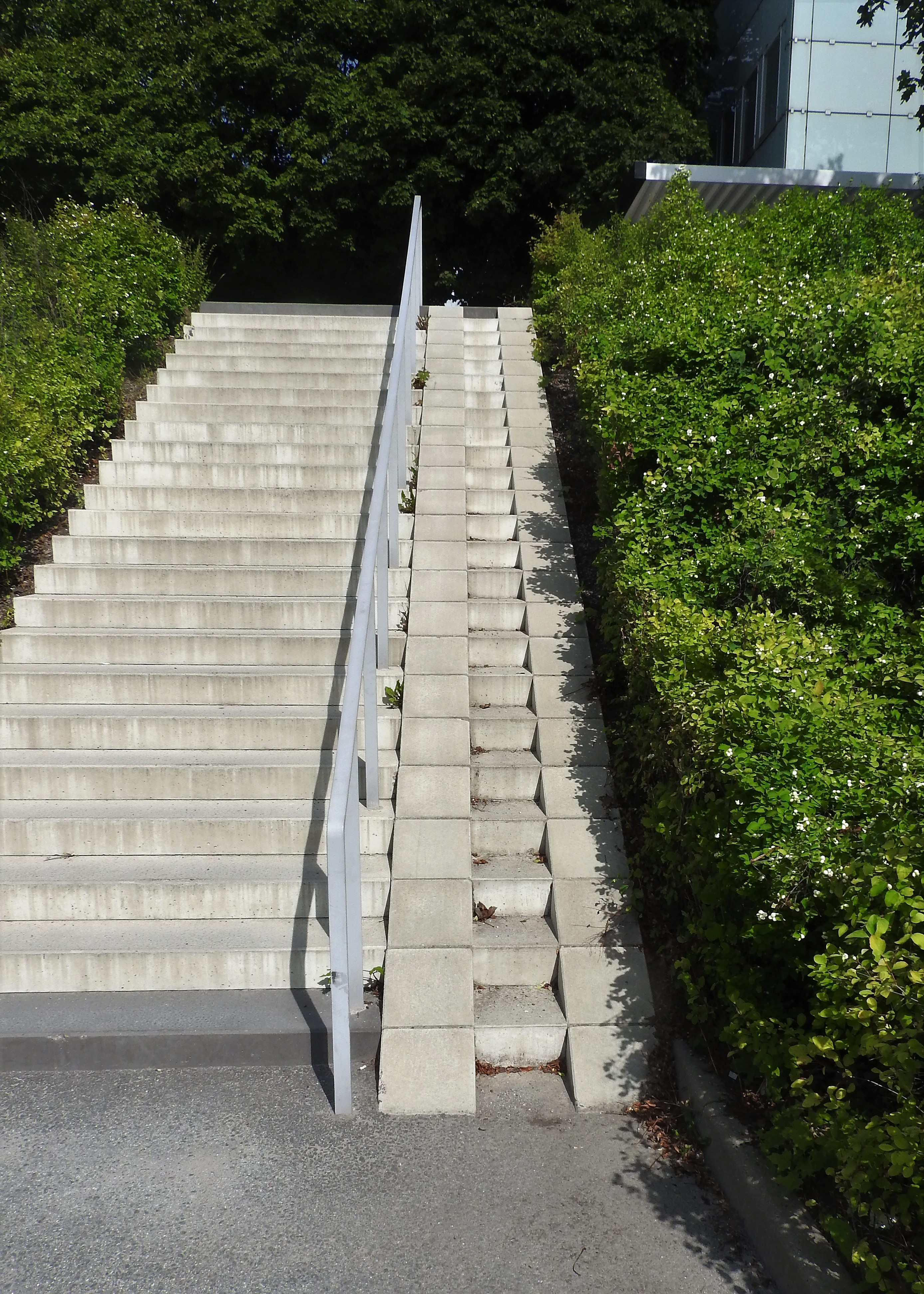
Betonowa rampa pchająca dla wózków dziecięcych w Sztokholmie

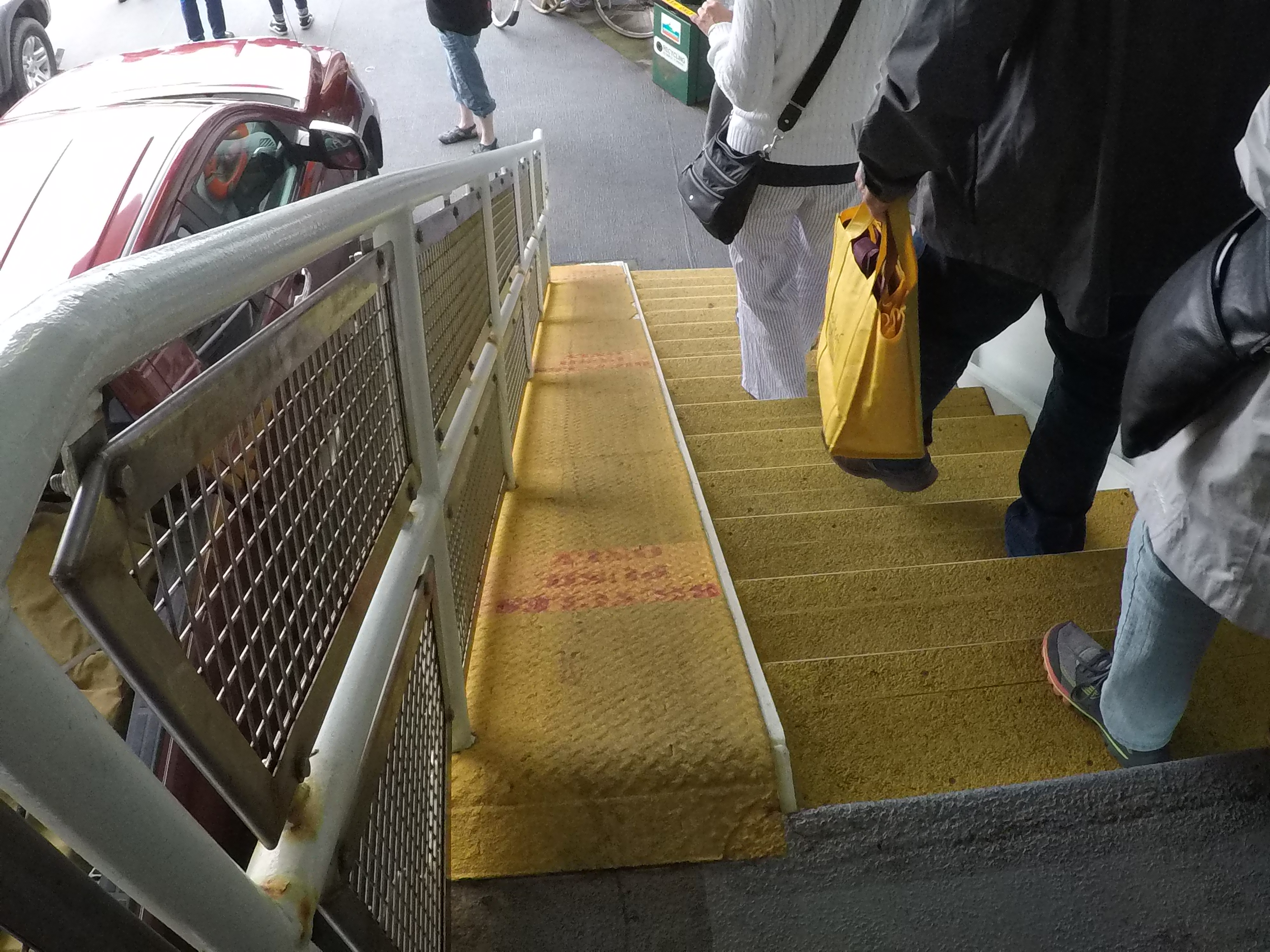
Zjazd dla walizek w obrębie promu samochodowego

Prowadnica rowerowa – konstrukcja wzdłuż schodów dla pieszych, która ma ułatwić wchodzenie i schodzenie z rowerem. Sam kanał jest również często nazywany rampą, pochylnia lub rynną. Nie istnieje standard w zakresie wymiarów, materiałów ani kształtu zastosowanego w kanale, jednak kanał ma być wystarczający do prowadzenia różnych opon rowerowych bez zakleszczania się lub powodowania uszkodzeń. Kształty przekrojów są różne, ale zwykle są prawie prostokątne lub w kształcie litery V lub U. Głębokość wynosi zwykle od 2 do 6 cm (1 do 2,5 cali) i szerokości od 6 do 13 cm (2,5 do 5 cale). Jeśli schody prowadzą prosto i są stosunkowo krótkie, może wystarczyć płaski przekrój bez ścian bocznych. 
Wymagania dotyczące obecności przy schodach poręczy  zwykle kolidują ze pochylniami rowerowymi, ponieważ poręcze mogą utrudniać lub zmniejszać kontrolę rowerzysty prowadzącego rower. Sugestie dotyczące rozwiązywania konfliktów obejmują zapewnienie pojedynczej poręczy na środku schodów z prowadnicami na zewnętrznych krawędziach lub umieszczenie poręczy na obu krawędziach i umieszczenie prowadnic pośrodku.  
Prowadnice rowerowe powstały jako odpowiedź w reakcję rowerzystów, którzy przy standardowych schodach woleli toczyć rower po gładkim trawniku lub ziemi sąsiadującej ze schodami, zamiast nosić go po schodach.